# Coppa di Germania (pallavolo maschile)
La Coppa di Germania è una competizione pallavolistica per squadre di club tedeschi maschili, organizzata con cadenza annuale dalla DVV.

## Edizioni
| Edizione         | Edizione          | Podio           | Podio     | Podio           |
| Anno             | Sede della finale | Campione        | Risultato | Finalista       |
| ---------------- | ----------------- | --------------- | --------- | --------------- |
| 1990-91 Dettagli | -                 | Moerser         | -         | -               |
| 1991-92 Dettagli | -                 | Amburgo         | -         | -               |
| 1992-93 Dettagli | -                 | Moerser         | -         | -               |
| 1993-94 Dettagli | -                 | Charlottenburg  | -         | -               |
| 1994-95 Dettagli | -                 | Bayer Wuppertal | -         | -               |
| 1995-96 Dettagli | -                 | Charlottenburg  | -         | -               |
| 1996-97 Dettagli | -                 | Dachau          | -         | -               |
| 1997-98 Dettagli | -                 | Friedrichshafen | -         | -               |
| 1998-99 Dettagli | -                 | Friedrichshafen | -         | -               |
| 1999-00 Dettagli | -                 | Charlottenburg  | -         | -               |
| 2000-01 Dettagli | -                 | Friedrichshafen | -         | Dürener         |
| 2001-02 Dettagli | -                 | Friedrichshafen | -         | Dürener         |
| 2002-03 Dettagli | -                 | Friedrichshafen | -         | -               |
| 2003-04 Dettagli | Dessau-Roßlau     | Friedrichshafen | 3 - 2     | Charlottenburg  |
| 2004-05 Dettagli | Bonn              | Friedrichshafen | 3 - 2     | Charlottenburg  |
| 2005-06 Dettagli | Halle             | Friedrichshafen | 3 - 0     | Moerser         |
| 2006-07 Dettagli | Halle             | Friedrichshafen | 3 - 1     | Moerser         |
| 2007-08 Dettagli | Halle             | Friedrichshafen | 3 - 2     | Dürener         |
| 2008-09 Dettagli | Halle             | Unterhaching    | 3 - 1     | Moerser         |
| 2009-10 Dettagli | Halle             | Unterhaching    | 3 - 2     | Dürener         |
| 2010-11 Dettagli | Halle             | Unterhaching    | 3 - 2     | Friedrichshafen |
| 2011-12 Dettagli | Halle             | Friedrichshafen | 3 - 0     | Unterhaching    |
| 2012-13 Dettagli | Halle             | Unterhaching    | 3 - 2     | Moerser         |
| 2013-14 Dettagli | Halle             | Friedrichshafen | 3 - 2     | Charlottenburg  |
| 2014-15 Dettagli | Halle             | Friedrichshafen | 3 - 0     | Lüneburg        |
| 2015-16 Dettagli | Mannheim          | Charlottenburg  | 3 - 0     | Bühl            |
| 2016-17 Dettagli | Mannheim          | Friedrichshafen | 3 - 1     | Charlottenburg  |
| 2017-18 Dettagli | Mannheim          | Friedrichshafen | 3 - 0     | Bühl            |
| 2018-19 Dettagli | Mannheim          | Friedrichshafen | 3 - 0     | Lüneburg        |
| 2019-20 Dettagli | Mannheim          | Charlottenburg  | 3 - 0     | Dürener         |
| 2020-21 Dettagli | Mannheim          | Rüsselsheim     | 3 - 0     | Netzhoppers     |
| 2021-22 Dettagli | Mannheim          | Friedrichshafen | 3 - 1     | Lüneburg        |
| 2022-23 Dettagli | Mannheim          | Charlottenburg  | 3 - 1     | Dürener         |
| 2023-24 Dettagli | Mannheim          | Charlottenburg  | 3 - 0     | Herrsching      |
| 2024-25 Dettagli | Mannheim          | Charlottenburg  | 3 - 2     | Dürener         |

## Palmarès
| Squadra         | Titolo | Edizione |
| --------------- | ------ | --- |
| Friedrichshafen | 17     | 1997-98, 1998-99, 2000-01, 2001-02, 2002-03, 2003-04, 2004-05, 2005-06, 2006-07, 2007-08, 2011-12, 2013-14, 2014-15, 2016-17, 2017-18, 2018-19, 2021-22 |
| Charlottenburg  | 8      | 1993-94, 1995-96, 1999-00, 2015-16, 2019-20, 2022-23, 2023-24, 2024-25                                                                                  |
| Unterhaching    | 4      | 2008-09, 2009-10, 2010-11, 2012-13 |
| Moerser         | 2      | 1990-91, 1992-93 |
| Amburgo         | 1      | 1991-92 |
| Bayer Wuppertal | 1      | 1994-95 |
| Dachau          | 1      | 1996-97 |
| Rüsselsheim     | 1      | 2020-21 |